# Сент-Джеймський парк
51°30′09″ пн. ш. 0°08′06″ зх. д. / 51.5025° пн. ш. 0.135° зх. д.
Сент-Джеймський парк (англ. St. James's Park) — королівський парк (площею 23 га) у Вестмінстері, Центральний Лондон, що тягнеться звідси на захід через Грін-парк і Гайд-парк до Кенсінгтонських садів. З півночі на парк виходить Сент-Джеймський палац, із заходу — Букінгемський палац, зі сходу — Форин-офіс.
Сент-Джеймський парк вважається найстарішим в Лондоні. Як і довколишній палац, він названий в пам'ять про колишній лепрозорій в ім'я св. Якова (Джеймса).
У скарбницю його придбав (у кардинала Волсі) король Генріх VIII. Минуло багато років, перш ніж Яків I Стюарт велів осушити болота і розмістив тут звіринець з дивовижними тваринами — верблюдами, крокодилами і слоном. Після реставрації монархії Карл II переробив парк на манер версальських садів і проклав канал.
Принц-регент, визнавши такий дизайн старомодним, на початку XIX століття наказав Джону Нешу насадити дерева, а канал перетворити в ставок. У такому вигляді парк і дійшов до наших днів. На північ від нього був прокладений для урочистих процесій особливий проспект — Мелл.
На території Сент-Джеймського парку мешкає велика кількість птахів (у тому числі водоплавних), включаючи чорного лебедя і пеліканів.